# Bremerhaven (fartyg)
Bremerhaven var ett kryssningsfartyg byggt i Tyskland 1960 för färjetrafik. Hon tjänstgjorde under olika skepnader och ägare tills hon skrotades 2008.
Fartyget var med om en olycka 1965 där hon delvis sjönk. Hon kunde bärgas igen och repareras.